# Совет мира и восстановления целостности Сомали
Совет мира и восстановления целостности Сомали — временное правительство, созванное в 1989 году, для восстановления демократии и целостности Сомали, которое надеется создать Федеративное Демократическое Государство Сомали.

## История
Государственный совет мира и целостности Сомали был известен как Совет мира и порядка. Этот совет унаследовал власть после Гражданской войны 1989 года.

## Состав
Распределение мест в совете определяется народными Конгрессами.